# Patricia Kennealy
Patricia Kennealy (New York, 4 marzo 1946 – New York, 23 luglio 2021) è stata una scrittrice e giornalista statunitense.
Oltre che una lunga carriera letteraria, divenne soprattutto nota per la sua relazione con Jim Morrison, cantante e leader dei Doors, nota band degli anni sessanta, che conobbe durante un'intervista nel gennaio del 1969. I due si "sposarono" nel giugno del 1970 mediante una celebrazione di nozze neopagana "handfasting", rito senza valore legale, a parte la firma di una loro breve dichiarazione.

## Biografia
Nata da Genevieve Mary McDonald e Joseph Gerard Kennely, da piccola Patricia crebbe a North Babylon, a Long Island.
Apparsa subito una ragazza sveglia e intelligente (divenne anche membro del Mensa), nel 1962 iniziò la prestigiosa Saint Bonaventure University di Allegany (New York), dove riuscì a laurearsi in giornalismo. A questi studi, nel 1967 seguì ancora una laurea in letteratura all'Harpur College di Binghamton, più altri studi alla Parsons The New School for Design di New York, alla New York University e alla Christ Church (Oxford), in Inghilterra.
Assunta come lessilografa alla casa editrice Macmillan Publishing di New York, diventò redattore capo della rivista "Jazz & Pop". Nel gennaio 1969 intervistò per la prima volta il cantante Jim Morrison, leader della famosa band The Doors, dove iniziò una relazione via via sempre più intensa. Appassionata di riti neopagani, specialmente mitologia norrena, Wicca e religione celtica, il 24 giugno 1970 si prestò a un rito di nozze "handfasting" con Jim Morrison, e dove i due firmarono anche una breve dichiarazione scritta a mano. Nonostante la Kennealy racconti che vi fu presente ad officiare il ministro presbiteriano di New York, la validità legale di tali nozze rimane incerta.
Dopo il rito comunque, i due non si frequentarono molto, per via dei loro impegni artistici, ma soprattutto perché il carismatico leader dei Doors, che nel frattempo frequentava l'altra sua amante, Pamela Courson, stava altresì iniziando la sua fase di declino, che culminò con la sua morte a Parigi nel 1971. 
Negli anni successivi, la Kennealy si dedicò inoltre alla scrittura di libri e romanzi fantasy, o comunque di tema neopagano. Fu una delle prime donne degli Stati Uniti a riconoscere apertamente e pubblicamente di aver praticato la stregoneria, dedicandosi altresì al culto ed allo studio di altre religioni e dell'occulto in genere, fino ad essere anche nominata, nel 1990, Gran Sacerdotessa dei Cavalieri templari dall'Ordo Supremus Militaris Templi Hierosolymitani, presso la Cappella di Rosslyn, in Scozia.
Nel 1991 la scrittrice inoltre collaborò con Oliver Stone, regista del film The Doors, uscito quell'anno e che ripercorre la biografia della nota band. Oltre che consulente biografica, la Kennealy prenderà parte al film in un "cameo", interpretando la "sacerdotessa" nella scena del film della cerimonia di nozze handfasting, mentre lei verrà interpretata dall'attrice Kathleen Quinlan. Nonostante la proficua collaborazione, la Kennealy ebbe parecchie polemiche postume con Oliver Stone, per aver fatto apparire lei come una donna eccessivamente senza scrupoli. Ancora oggi, rimane altresì ambigua la storia della sua presunta gravidanza, incinta di Jim, e a cui seguirà un precoce aborto. L'anno successivo al film, nel 1992 uscì un suo libro, in cui spiegò meglio la sua vera relazione con il cantante, dal titolo Strange Days: My Life With and Without Jim Morrison.
Nel 2007 Patricia fondò una sua casa editrice chiamata The Lizard Queen Press ("La Regina Lucertola", titolo che si diede già nel lontano 1971, in ricordo del "Re Lucertola", soprannome di Jim Morrison), dove cominciò a pubblicare anche dei libri gialli. Nel 2009 rilasciò una delle sue poche interviste alla Media Chrome.
Si è spenta a New York a 75 anni, per complicazioni dopo un attacco cardiaco.